# 近藤浩章
近藤 浩章（こんどう ひろあき、1953年1月7日 - ）は、愛知県知立市出身の作曲家、編曲家、プロデューサーである。株式会社C・オーグメント代表取締役。愛知県立時習館高等学校出身、立教大学仏文科卒。

## 概要
大学在学中、いずみたくが設立した音楽学校・いずみミュージックアカデミーに設立一期生として通い始める。その後しばらくしていずみのマネジャーの退職を機に行われたアシスタントの採用試験に合格。1975年、大学に籍を置きながら、いずみが代表を務めるいずみエンタープライズに社員として入社し、彼のアシスタントとなる。いずみたくにとっての唯一の弟子となる。
デビュー作は、日本教育テレビ（NET、現：テレビ朝日系列）で1976年2月2日に放送開始された黒柳徹子司会の『徹子の部屋』のテーマ曲の編曲。いずみの依頼で短時間で仕上げたという。
その後数多くの楽曲、レコード、ミュージカルナンバー等の編曲を手がけ、1980年に独立。
独立後もいずみの楽曲の編曲は続け、いずみの逝去後に『それいけ!アンパンマン』シリーズの劇伴担当を引き継ぎ、挿入歌も複数担当。
作曲家として、TV・ラジオのCMソングを数多く手がける。松下電器産業（現：パナソニック）、明治製菓、コジマ、山芳製菓 わさビーフなどがある。
また、テレビや映画の劇伴も数多く手がけ、90年代にはテレビ2時間ドラマ、火曜サスペンス劇場（日本テレビ）、水曜グランドロマン（同）、木曜ゴールデンドラマ（同）、土曜ワイド劇場（テレビ朝日）、ドラマチック22（TBS）などで多くの作品を担当。その他、花王愛の劇場（TBS）、花王名人劇場（関西テレビ・フジテレビ）などでも劇伴作品がある。
舞台作品では、師匠であるいずみたくの流れから、ミュージカルの劇伴作品も多いが、青年劇場などのストレートプレイの劇伴作品も多く手がけている。

## 主な楽曲担当作品

### テレビドラマ
- あぶない少年（1987年）

### テレビアニメ
- ミラクルジャイアンツ童夢くん（1989年）
- つる姫じゃ〜っ!（1990年）
- 超電動ロボ 鉄人28号FX（1992年）
- それいけ!アンパンマン（1995年 - ）
- ミッドナイトホラースクール（2003年）

### 劇場版
- ガンバとカワウソの冒険（1991年）
- 劇場版それいけ!アンパンマンシリーズ（1993年 - ）

### OVA
- やなせたかしメルヘン劇場（2008年）

### ミュージカル
- とべ！アンパンマン（1983年）

## 主な編曲担当作品
- 徹子の部屋メインテーマ（1976年）
- それいけ!アンパンマン（1988年 - 1995年）
- 火曜サスペンス劇場メインテーマ（1989年）※逝去した木森敏之のスコアを編曲、アレンジを担当。
- 翔んでる!平賀源内（1989年）
- 江戸を斬る（1994年）※逝去したいずみのスコアの編曲、アレンジを担当。

## 主な音楽演出・訳詞担当作品
- スワン・プリンセス/白鳥の湖（1995年）
- みにくいアヒルの子（1998年）
- プリンス・オブ・エジプト（1999年）
- ビアンカの大冒険（2000年、ソフト版）
- イカボードとトード氏（2004年）